# Ladbergen
Ladbergen är en kommun i Kreis Steinfurt i Nordrhein-Westfalen, Tyskland. Kommunen ligger mellan Osnabrück och Münster efter motorvägen A1.